# Македонія (Алабама)
Македонія (англ. Macedonia) — переписна місцевість (CDP) в США, в окрузі Пікенс штату Алабама. Населення — 241 особа (2020).

## Географія
Македонія розташована за координатами 33°24′11″ пн. ш. 88°14′21″ зх. д. / 33.40306° пн. ш. 88.23917° зх. д. (33.403139, -88.239221).  За даними Бюро перепису населення США в 2010 році переписна місцевість мала площу 10,23 км², уся площа — суходіл.

## Демографія
Згідно з переписом 2010 року, у переписній місцевості мешкали 292 особи в 128 домогосподарствах у складі 82 родин. Густота населення становила 29 осіб/км².  Було 157 помешкань (15/км²).
Расовий склад населення:
| - 91,1 % — чорних або афроамериканців - 8,9 % — білих |

До двох чи більше рас належало 0,0 %. Частка іспаномовних становила 0,0 % від усіх жителів.
За віковим діапазоном населення розподілялося таким чином: 25,3 % — особи молодші 18 років, 61,7 % — особи у віці 18—64 років, 13,0 % — особи у віці 65 років та старші. Медіана віку мешканця становила 37,8 року. На 100 осіб жіночої статі у переписній місцевості припадало 72,8 чоловіків;  на 100 жінок у віці від 18 років та старших — 84,7 чоловіків також старших 18 років.
За межею бідності перебувало 4,2 % осіб, у тому числі 0,0 % дітей у віці до 18 років та 11,1 % осіб у віці 65 років та старших.
Цивільне працевлаштоване населення становило 50 осіб. Основні галузі зайнятості: освіта, охорона здоров'я та соціальна допомога — 40,0 %, роздрібна торгівля — 16,0 %, мистецтво, розваги та відпочинок — 12,0 %.